# Beto Mi
Humberto Miranda Neto, conhecido artisticamente por Beto Mi (Guaratinguetá, 4 de julho de 1958 — Guaratinguetá, 10 de junho de 2019), foi um cantor, compositor, produtor musical e arranjador brasileiro.
Muito cedo, percebeu-se o seu interesse pela música. Na adolescência, cantou em coral, sob a regência do Maestro Martinho Lutero, tocou em bandas e grupos musicais. Em meados da década de 1970, mudou-se para São Paulo, para cursar a Universidade. Nessa mesma época, foi convidado a participar do grupo de Teatro Experimental Universitário (TEU), onde atuou como diretor musical. Logo em seguida começou a participar de festivais de MPB, vencendo alguns. Foi chamado de o "Rei da Afinação", por Durval Ferreira e de "Divino", por Ângela Maria.
Em 1982, após vencer o festival de Ubá, com a música "Ói u trem", onde recebeu o prêmio das mãos do compositor Alcyr Pires Vermelho, que o comparou a Chico Buarque, no início de carreira, foi convidado por diretores da gravadora RCA Victor, a gravar seu primeiro disco, um compacto que foi distribuído somente no estado de Minas Gerais. No ano seguinte, Beto assinou um contrato com a gravadora RCA e lançou seu segundo compacto, desta vez com distribuição em todo território nacional. Em seguida lançou o seu primeiro LP, intitulado "Beto Mi", que foi produzido por Durval Ferreira, e contou com as participações especiais de Hector Costita (saxofone), Maestro Ubirajara (bandoneão) e Milton Banana (percussão). Esse disco vendeu mais de 100 000 cópias, na época, e tornou-se um grande sucesso nacional, com destaques para as músicas "Pra dizer que não falei do verso", "Anjo da guarda", "Ói u trem" e "O ano que virá".
Seu primeiro LP foi muito elogiado pela crítica e foi considerado um clássico na MPB, levando a trabalhar com personalidades como Sá & Guarabyra, Flávio Venturini, Vanusa, Ivan Lins, Ronnie Von, Durval Ferreira, Rosemary, Peninha, Toninho Horta, Tavinho Lima, Nilson Chaves, Leo Saldanha e Sérgio Eduardo.
Em 1986, Beto Mi lançou seu segundo LP, "Espelhos", com produção de Ney Marques, pela gravadora Polydisc, com destaque para a música-título.
"Um Tempo pra Sonhar", terceiro álbum do cantor, foi lançado em 1989, pela gravadora Warner. Este trabalho, também produzido por Ney Marques, contou com a participação especial de Guarabyra, na faixa "No coração de quem ama". O disco obteve grande sucesso nacional, com as músicas "Espanhola" e "Sonhos de Primavera", sendo executado em todas as rádios do país. Com o resultado deste sucesso, Beto Mi ganhou um videoclipe e conquistaria o Prêmio Sharp de Música de 1990.
Em 1995, Beto Mi gravou o seu 6º disco (o 1º CD) na carreira, "Andarilhos da Luz". Este CD teve a produção do próprio Beto Mi e a participação especial de sua filha Thais Giubelli Miranda, na época, com 11 anos de idade. Foi também o primeiro trabalho realizado por sua gravadora, a BTM.
O 7º disco, "16 anos de Beto Mi", foi lançado em 1999 em comemoração aos 16 anos de carreira do cantor e, também pelo selo BTM.
Além de cantar e compor, Beto Mi criou e desenvolveu em parceria com a Fundação Abrinq pelos Direitos da Criança e do Adolescente e Fundação SOS Mata Atlântica, o Projeto Educativo, Musical, Cultural e Ambientalista "Planeta Caipira". Em 2003, pela BTM, lançou o CD "Planeta Caipira", novamente pela BTM.
Em 2005, Beto foi indicado e nomeado Secretário da Cultura de Guaratinguetá, onde desenvolveu um trabalho em prol dos Projetos Culturais de Guaratinguetá e região. 3 anos depois, foi indicado e eleito Diretor de Comunicação do Fórum dos Dirigentes Culturais do Estado de São Paulo (FECULT).
Em 2009, Beto Mi lançou o CD "25 Anos", uma coletânea composta dos maiores sucessos do cantor, como: "Pra dizer que não falei do verso", "Anjo da guarda", "O ano que virá", "Ói u trem", "Espelhos", "Espanhola", "Sonhos de primavera", "Volto já", e outras músicas inéditas. Foi o quarto álbum lançado sob chancela da BTM. Em 2017, lançou seu primeiro DVD, além de fazer um show em comemoração aos 35 anos de carreira artística.
Faleceu no dia 10 de junho de 2019 vítima de um infarto fulminante na cidade de Guaratinguetá.

## Discografia
| Ano  | Título              | Gravadora  | Notas    |
| ---- | ------------------- | ---------- | -------- |
| 1982 | Compacto Regional   | RCA Victor |          |
| 1983 | Ói U Trem           | RCA Victor | Compacto |
| 1983 | Beto Mi             | RCA Victor |          |
| 1986 | Espelhos            | Polydisc   |          |
| 1989 | Um Tempo Pra Sonhar | Warner     |          |
| 1995 | Andarilhos da Luz   | BTM        |          |
| 1999 | 16 Anos de Beto Mi  | BTM        |          |
| 2003 | Planeta Caipira     | BTM        |          |
| 2009 | Beto Mi – 25 Anos   | BTM        |          |